# 叶舒颖
葉舒穎（1631年—？），原名舒胤，字學山，直隸蘇州府吳江縣人，清朝作家。葉紹袁侄孫，葉舒崇從兄。

## 生平
娶沈素嘉。順治十四年（1657年）丁酉科副榜貢生。著有《葉學山先生詩稿》十卷。